# Anneissia bennetti
Oxycomanthus bennetti · Comatule de Bennett
Espèce
Synonymes
- Actinometra bennetti (Müller, 1841)[1]
- Actinometra brachymera Schmeltz, 1877[1]
- Actinometra peronii Carpenter, 1881[1]
- Alecto bennetti Müller, 1841[1]
- Cenolia (Cenolia) bennetti (Müller, 1841)[1]
- Cenolia bennetti (Müller, 1841)[1]
- Comanthus (Cenolia) bennetti (Müller, 1841)[2]
- Comanthus (Comanthus) bennetti (Müller, 1841)[1]
- Comanthus bennetti (Müller, 1841)[1]
- Comanthus crassicirra A. H. Clark, 1912[1]
- Oxycomanthus bennetti (Müller, 1841)[1]

Anneissia bennetti, communément appelé la Comatule de Bennett, est une espèce de comatules de la famille des Comatulidae. 

## Systématique
Avant son classement dans le genre Anneissia, en 2015, cette espèce était connue sous le nom de Oxycomanthus bennetti.

## Description
Cette grosse comatule diurne souvent très exposée porte entre 31 et 120 bras, les antérieurs n'étant pas visiblement plus longs que les postérieurs. Les cirrhes sont particulièrement longs (3-4 cm) et robustes, constitués de 23-35 segments (plus souvent 25-29) généralement aussi larges que longs. Les bras sont bien séparés à leur base, et tenus distinctement droits, ce qui est une caractéristique de cette espèce. Le patron de coloration est très variable, mais implique presque toujours du jaune (notamment sur les rachis), les pinnules pouvant être jaunes, noires ou blanches, avec souvent la pointe d'une couleur différente.

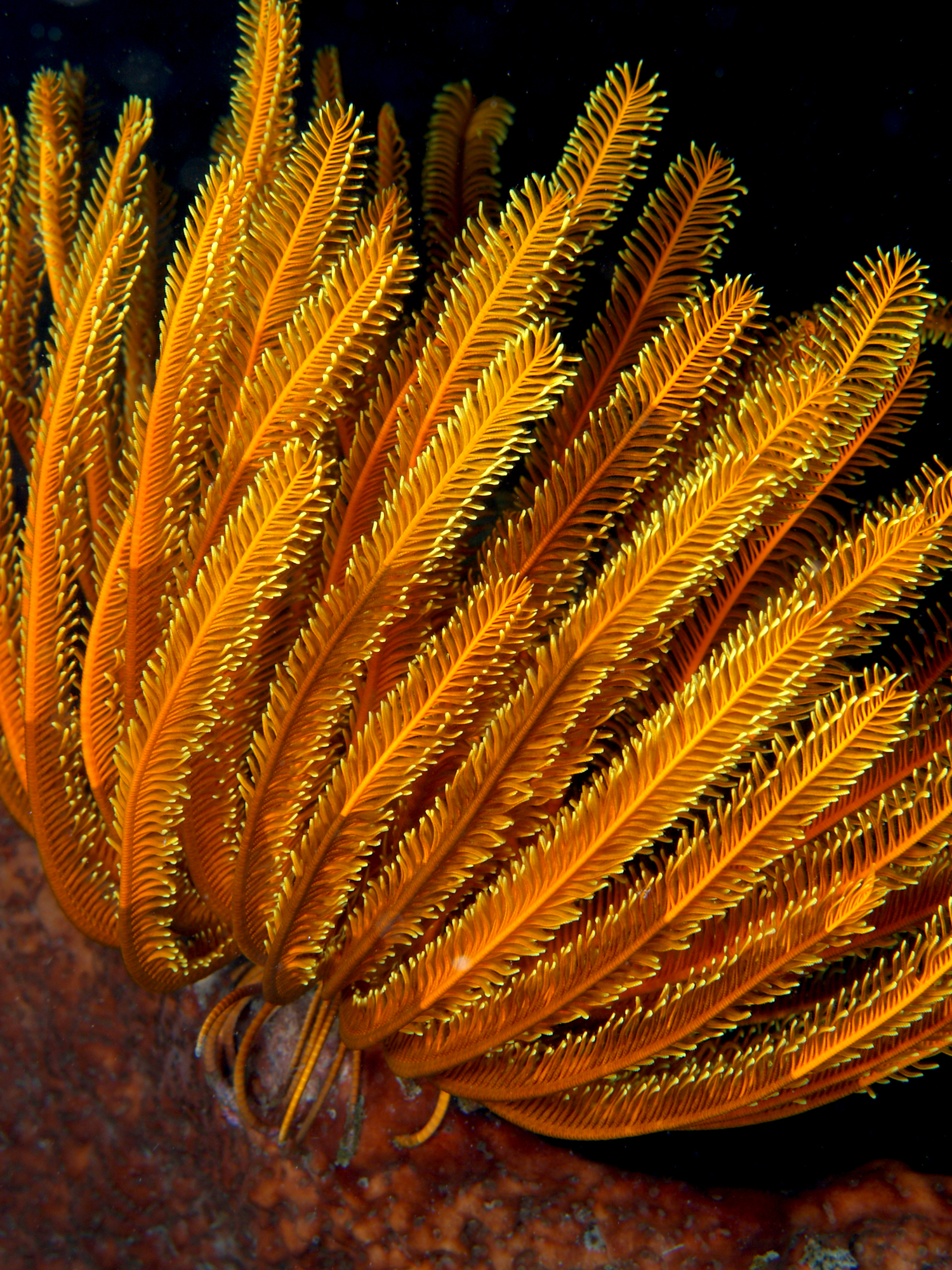
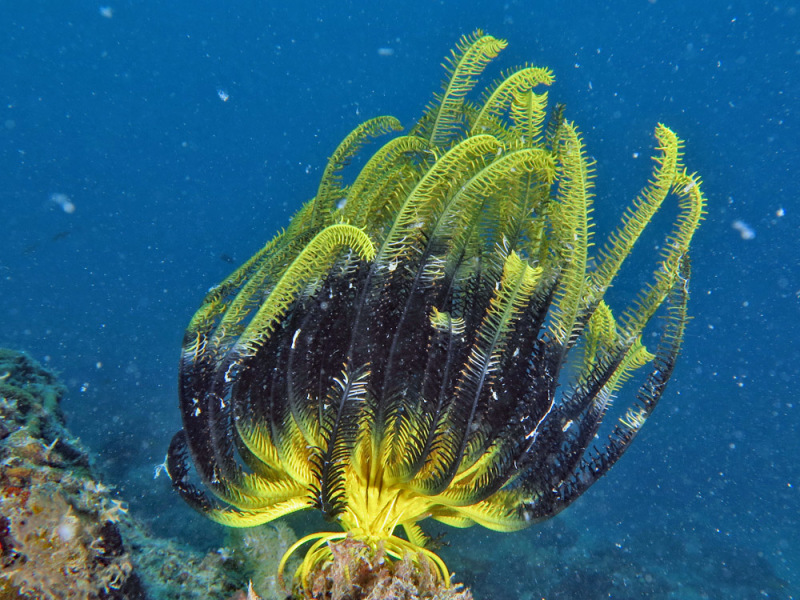
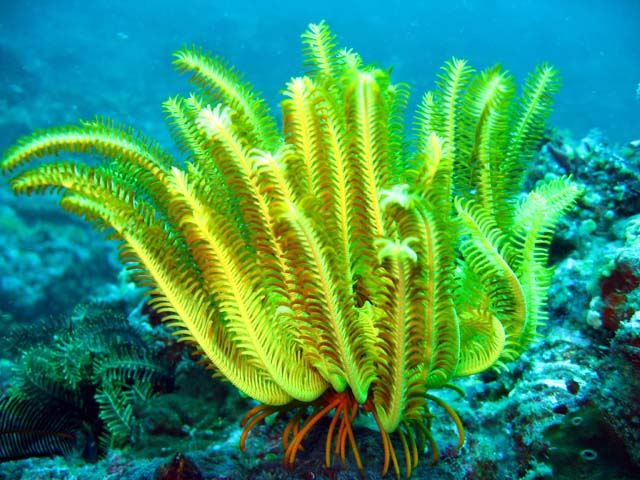
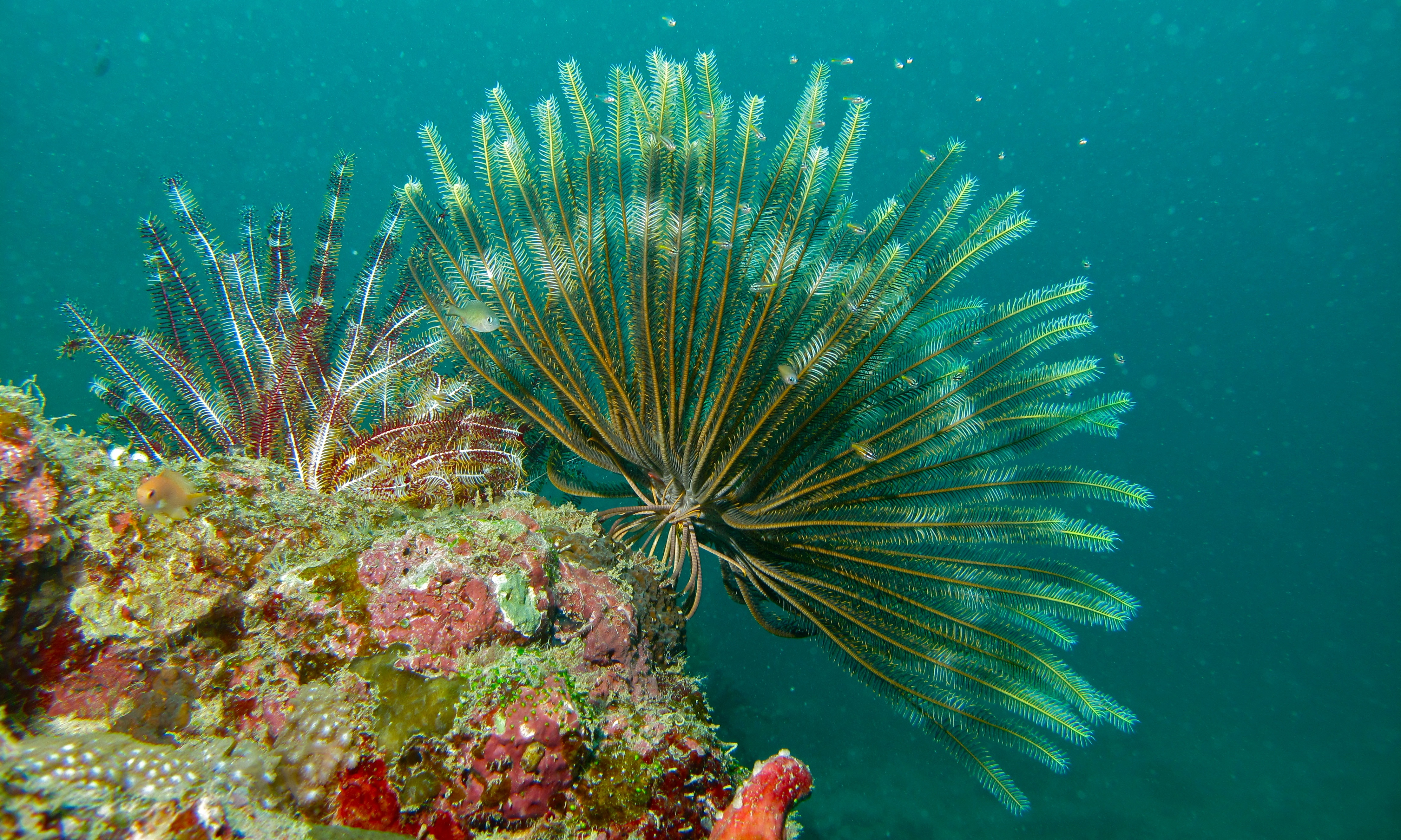
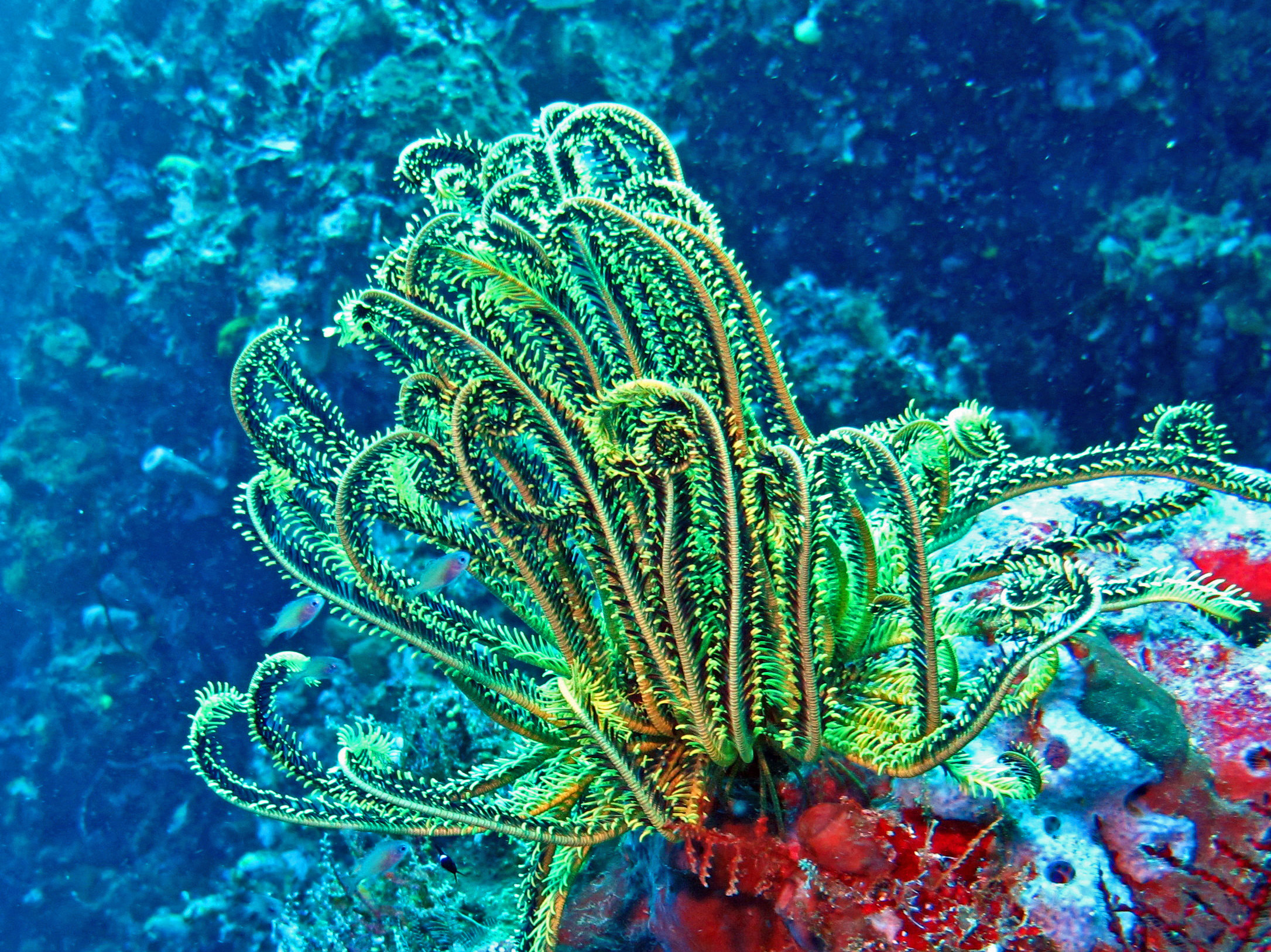
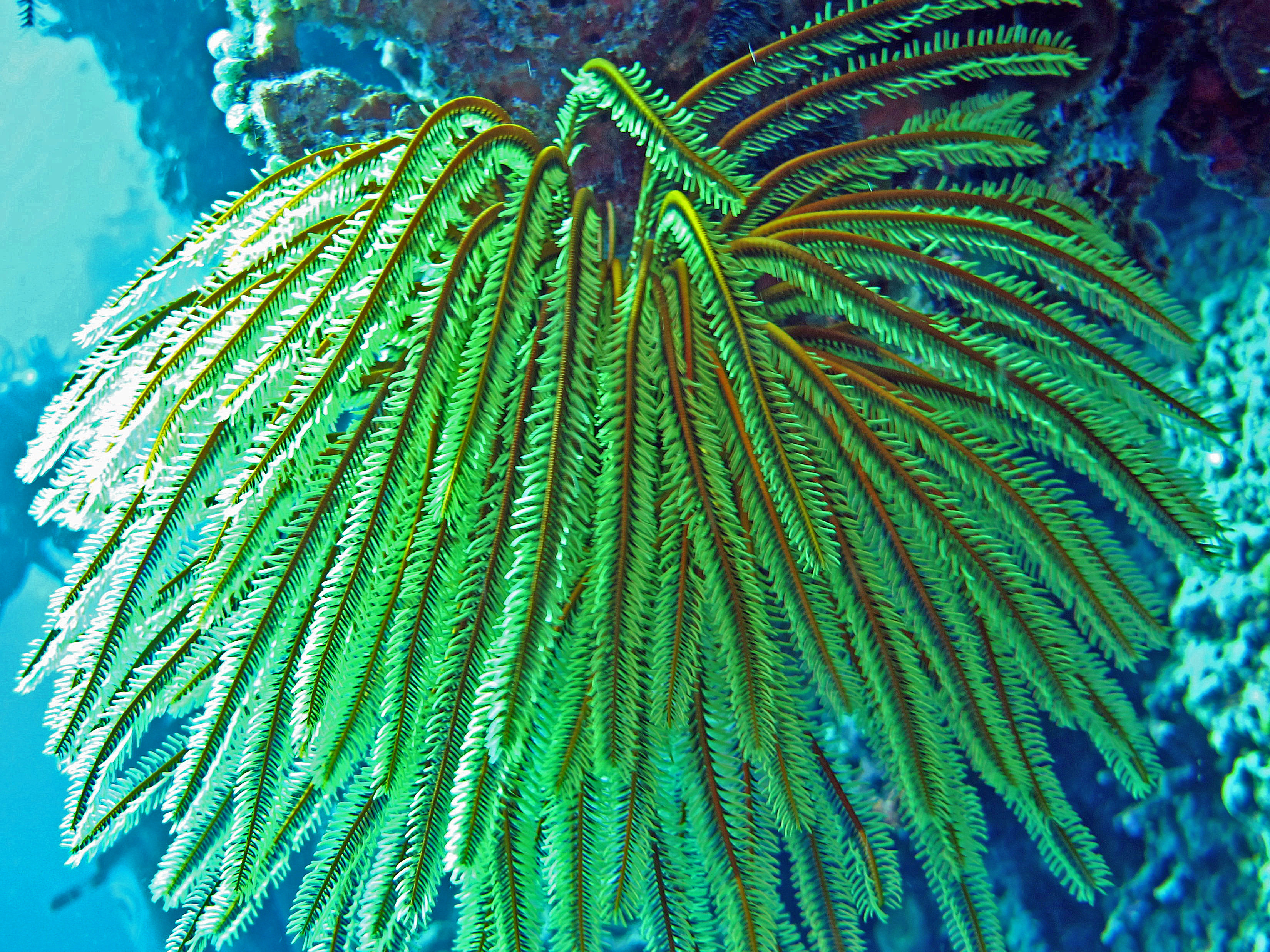

Cette espèce peut être confondue avec la proche Comaster schlegelii et d'autres Comatulidae, mais elle s'en distingue par la longueur des cirrhes, qui lui permet de se tenir dans une position beaucoup plus érigée. De nombreuses espèces de cette famille sont souvent mésattribuées à ce taxon par les naturalistes amateurs et les guide de terrain peu rigoureux. 

## Habitat et répartition
Cette comatule est courante sur les tombants des récifs australiens et océaniens, entre la surface et 50 m de profondeur, mais souvent courante dans les 10 premiers mètres. Sa répartition est considérée comme allant de la Mer d'Andaman aux îles Fidji ou Tonga, et au nord jusqu'à Okinawa.